# Sompora
Sompora est une localité située dans le département de Périgban de la province du Poni dans la région Sud-Ouest au Burkina Faso.

## Géographie
Sompora situé à environ 7 km au nord de Périgban, le chef-lieu du département, et de la route nationale 12 reliant Kampti à Gaoua.

## Santé et éducation
Le centre de soins le plus proche de Sompora est le centre de santé et de promotion sociale (CSPS) de Périgban tandis que le centre hospitalier régional (CHR) de la province se trouve à Gaoua.